# Leszek Gembarzewski
Leszek Adolf Gembarzewski, ps. „L”, „LG”, „Awdaniec”, „A. Abdank”, „L.Audun” (ur. 28 sierpnia 1899 w Warszawie, zm. po 1 sierpnia 1944 tamże) – prawnik, publicysta, teoretyk monarchizmu.

## Życiorys
Syn Leszka Kazimierza i Józefy Marii z Gembarzewskich. W 1919 roku wstąpił na Wydział Prawa Uniwersytetu Warszawskiego, w następnym roku opublikował w periodyku Liberum Veto jeden z pierwszych w odrodzonej Polsce tekst propagujący idee monarchiczne. W okresie studenckim należał do Koła Jedności Narodowej, które później przekształciło się w Organizację Młodzieży Narodowo-Zachowawczej. W 1920 roku wstąpił do wojska i został skierowany do obsługiwania francuskiej misji wojskowej, przebywającej w Polsce w okresie wojny polsko-bolszewickiej. Po zdemobilizowaniu powrócił na studia, które ukończył w 1924 roku. W latach 1924–1925 pracował jako attaché radcy prawnego przy Ministerstwie Spraw Zagranicznych. Rozpoczął też studia doktoranckie na paryskiej Sorbonie. Wówczas nawiązał ścisłe kontakty z rojalistyczną Action Française. Po powrocie z Paryża pracował w latach 1929–1931 w Ministerstwie Polityki i Opieki Społecznej. Od 1931 do 1939 roku był redaktorem miesięcznik Głos Monarchisty. Jednocześnie współpracował z Gazetą Warszawską oraz tygodnikiem Myśl Narodowa. W 1937 roku podjął próbę zbudowania Związku Monarchistów, które nie uzyskało zgody władz administracyjnych na rejestrację. Zginął w niewyjaśnionych okolicznościach i czasie po wybuchu powstania warszawskiego.
Był autorem wielu artykułów i opracowań, m.in. Monarchia i nacjonalizm (Warszawa 1923), Święty Franciszek z Asyżu: żywot, cuda, legendy (Kraków 1926), Monarchia Narodowa jako hasło XX wieku (Warszawa 1934). Pod koniec lat 30. napisał Krew i Tradycja, praca pozostała w maszynopisie i zginęła. Część swych publikacji autor opublikował pod pseudonimami.

## Poglądy
Gembarzewski krytycznie odnosił się do demokracji jako formacji uformowanej na ideologii oświecenia i rewolucji francuskiej. Ta ostatnia była zasadniczym punktem zwrotnym w dziejach ludzkości, gdyż zerwała z dawnym porządkiem i wartościami stanowiącymi ład naturalny. Monarchizm łączył z etnicznym nacjonalizmem.